# Tmarus caeruleus
Tmarus caeruleus är en spindelart som beskrevs av Eugen von Keyserling 1880. Tmarus caeruleus ingår i släktet Tmarus och familjen krabbspindlar. Inga underarter finns listade i Catalogue of Life.